# Länsväg 311
De Zweedse weg 311 (Zweeds: Länsväg 311) is een provinciale weg in de provincies Dalarnas län en Jämtlands län in Zweden en is circa 174 kilometer lang.

## Plaatsen langs de weg
- Sälen
- Särna
- Heden

## Knooppunten
- Riksväg 66 bij Sälen (begin)
- Riksväg 70: gezamenlijk tracé, bij Särna
- Riksväg 84 (einde)